# 若你安好便是晴天
《若你安好便是晴天》（英語：Sunshine of My Life）是中华人民共和国一部爱情电视连续剧，由黄天仁执导，张翰、徐璐、洪尧、王瑞子、王劲松、张晨光、温峥嵘等人主演。制片人为杨利，出品方为上海文化广播影视集团、中影股份、佳和晖映、武汉流金文化和东阳晴朗影视文化有限公司。该剧于2019年7月在上海开机，同年12月在巴黎杀青，2020年5月获得发行许可证，2021年3月17日在东方卫视播出。由于制片人嫌弃腾讯视频、爱奇艺、优酷等平台报价太低，若你安好便是晴天除了在东方卫视播出外，仅在特意为该剧开发的晴朗剧场应用程序上线。若你安好便是晴天被界面新闻形容为第一部在一线卫视播出却无缘主流网络视频平台（腾讯视频、爱奇艺、优酷）的作品。

## 播出时间
| 频道     | 所在地   | 播映日期      | 播映時間           |
| -------- | -------- | ------------- | ------------------ |
| 東方衛視 | 中国大陆 | 2021年3月17日 |                    |
| 人間衛視 | 臺灣     | 2022年7月27日 |                    |
| 人間衛視 | 臺灣     | 2024年6月24日 | 週一至週五晚上十點 |

## 演員清單
| 演員   | 角色   |
| 張翰   | 唐明軒 |
| 徐璐   | 莫菲   |
| 洪堯   | 方笑愚 |
| 王瑞子 | 夏雪凌 |
| 吳迪飛 | 莫凡   |
| 張天穎 | 陸珠   |
| 焦娜   | 沈佳希 |
| 郭子千 | 米多多 |
| 徐閣   | 程楊   |
| 史卿妍 | 白小曼 |
| 王瑄   | 方倩   |
| 張衣   | 朱海天 |
| 吳乙彤 | 莫郁馨 |